# アジアにおける2019年コロナウイルス感染症の流行状況
アジアにおける2019年コロナウイルス感染症の流行状況（アジアにおける2019ねんコロナウイルスかんせんしょうのりゅうこうじょうきょう）では、アジアにおける新型コロナウイルス感染症（COVID-19）の流行状況および対策、対応などを扱う。
2019年12月に中国湖北省武漢市で初めて症例が確認され、2020年1月以降、中国のみならずその他の国にも感染が広がっている。中でもインドの感染者数は2021年4月時点で1500万人を超え、アメリカ合衆国に次ぐ世界で2番目の規模となっている。

## 東アジア

### 韓国

韓国の地域別感染者数（適宜更新）
10,000人以上
1,000-9,999人
500-999人
100-499人
10-99人
1-9人

2020年1月19日、中国人感染者が仁川国際空港で確認された。26日、武漢市から韓国へ帰国した韓国人感染者が確認された。2月18日以降、新天地イエス教証しの幕屋聖殿での集団感染が確認された。

### 中国

中国各省の初感染ケースの確認日付：
2020年1月11日
2020年1月20日
2020年1月21日
2020年1月22日
2020年1月23日
2020年1月25日
2020年1月29日

2019年12月8日、中国湖北省武漢市で原因不明の肺炎のクラスター（小規模の集団感染）が発生した。症例数はおよそ7日と半日ごとに倍増した。2020年1月1日、流行の中心地とされる華南海鮮卸売市場が閉鎖された。1月9日、最初の死亡例が出た。1月の春運における人の移動によって、感染が他の地方や国に急速に拡散した。1月19日に広東省で、20日には北京、上海で感染者が確認された。1月20日、一日に140人近く新たな患者が発生していると報告された。1月20日までに6,174人の感染者が症状を発症していた。1月23日、武漢市と湖北省各市は交通封鎖を開始し、河北省で湖北省外の初の死者が出た。
1月31日、WHOは国際的に懸念される公衆衛生上の緊急事態を宣言したが、その後も中国全土での感染は拡大し、3月上旬までに感染者は80,000以上、死者も3,000人以上となった。

### 日本

各都道府県の感染者数（適宜更新）
50,001人以上
10,001-50,000人
5,001-10,000人
1,001-5,000人
501-1,000人
101-500人

2020年1月16日、神奈川県で中国人感染者を確認し、日本国内で初の感染者となった。その後も感染例の報告は相次ぎ、1月27日、新型コロナウイルスによる感染症が指定感染症に指定された。2月13日には、神奈川県で新型コロナウイルスによる初の死者が確認された。2月27日、安倍晋三首相が全国の小中高校および特別支援学校を3月2日より休校にするよう要請した。また、2月28日には北海道の鈴木直道知事が新型コロナウイルス緊急事態宣言を出した。3月現在も感染の拡大が続いており、同月10日には政府会議などの記録を義務付ける歴史的緊急事態に指定した。そして、3月13日、新型コロナウイルスの感染拡大防止のため、安倍晋三首相による緊急事態宣言を可能とするための改正新型インフルエンザ等対策特別措置法が参院本会議で与野党の賛成多数で成立した。

### モンゴル

#### 感染のタイムライン
2020年1月27日、モンゴルは中国との国境および国内の大学などを閉鎖。3月2日まで続く予定である。
2月28日、モンゴル政府は、27日に中国の習近平国家主席らと会談したバトトルガ大統領を隔離したと明らかにした。大統領は自ら帰国後の隔離を求めたという。
3月10日、ドルノゴビ県でフランスからモスクワ経由でウランバートルに入国した57歳フランス人男性の感染が確認された。
3月16日、チャーター便で韓国から帰国した2人とベルリンから帰国したフランスに滞在していた1人の感染が確認された。
3月17日、ベルリン発のチャーター便で帰国したイタリアに滞在していた30歳女性の感染が確認された。
3月18日、ベルリン発のチャーター便で帰国した1人の感染が確認された。
3月21日、チャーター便でベルリンから帰国した4人の感染が確認された。

#### 統計
モンゴル保健省に基づく。

## 東南アジア

### シンガポール
2020年1月23日、中国南方航空の飛行機で広州からシンガポールに入国した66歳の武漢市出身の男性観光客の感染が確認された。
1月24日、1例目の男性の37歳の息子および53歳の武漢市出身の女性の感染が確認された。
1月26日、武漢市から出発した36歳の中国人観光客の感染が確認された。
1月27日、武漢市から来た56歳女性の感染が確認された。
1月28日、武漢市から来た56歳男性と35歳女性の2人の感染が確認された。
1月29日、武漢市から来た3人の感染が確認された。
1月30日、武漢市から来た3人の感染が確認された。
1月31日、シンガポール保健省は2月1日より過去14日間に中国本土に滞在したことのある外国人の入国を禁止すると発表した。同日、新たに3人の感染が確認され、うち1人はシンガポール国籍で、武漢を訪れたことがある。

### フィリピン
2020年1月24日、フィリピンの航空当局は武漢市からカリボ国際空港に到着した464人の中国人観光客を送還した。
1月30日、21日に同伴者とともに武漢から香港経由でセブ島に入国し、そこからドゥマゲテ経由でマニラに到着した38歳中国人女性の感染が確認された。
2月2日、フィリピンの保健当局は上述女性の同伴者である中国人の44歳男性が1日に亡くなったことを発表した。中国国外で新型コロナウイルスによる肺炎で亡くなったのは初である。
2月5日、1月20日に武漢から香港、セブ島経由でボホール島に到着した60歳の中国人女性の感染が確認された。
2月10日、中国全土からの入国禁止措置に台湾も含むと発表し、中華民国外交部はこれに抗議した。
2月18日、香港でのフィリピン人労働者の感染を受け、フィリピン政府は国内労働者の出国を禁止。
3月6日、日本旅行から帰国した48歳男性と出国歴のない52歳男性の感染が確認された。
3月7日、出国歴のないリサール州カインタ在住の62歳男性の感染が確認された。
3月8日、最近に出国歴のない57歳男性と国内在住の38歳台湾人男性、日本から帰国した32歳男性、米国と韓国を訪れたことのある86歳アメリカ人男性の感染が確認された。
3月9日、アラブ首長国連邦、オーストラリア、台湾、日本を訪れていた4人を含む14人の感染が確認された。
3月10日、スイスから帰国した52歳男性、ダイヤモンド・プリンセス号から帰国した31歳男性と34歳男性を含む9人の感染が確認された。
3月11日、イギリスから帰国した52歳女性など、19人の感染が確認された。同日、マニラで67歳女性、モンティンルパでサンフアンのモスクの参拝客であるリサール州在住の62歳と59歳の夫婦が死亡。
3月12日、マンダルヨン在住の30歳男性、パシッグ在住の40歳男性、マカティ在住の45歳女性、リサール州在住の33歳男性など、12人の感染が確認された。同日、ケソン市のフィリピン心臓センターでパシッグ在住の88歳女性が死亡。
3月13日、新たに34人の感染が確認された。また、マニラ首都圏議会は、3月15日より同市を1ヶ月封鎖することを可決した。同日、カガヤン・デ・オロで南ラナオ州在住の54歳男性とほか2人が死亡。
3月14日、新たに13人の感染が確認された。同日、米国と韓国への旅行歴があるマリキナに滞在中の86歳アメリカ人男性が死亡。
3月15日、新たに29人の感染が確認された。同日、パシッグ在住の40代男性、東ネグロス州でタヤサン市議の64歳男性、マカティで56歳男性が死亡。
3月16日、上院議員、多数派リーダーフアン・ミゲル・スビリと63歳男性1人の感染が確認された。
3月17日、ブラカン州バリウアッグ市長フェルディナンド・エストレリャ、俳優クリストファー・デ・レオンを含む45人の感染が確認された。同日、パサイで76歳男性、ケソン市のフィリピン肺センターで67歳男性、マラウィでマレーシアから帰国した南ラナオ州在住の58歳男性、パシッグでロンドンから帰国した同市在住の富豪ネシスト・シテンコ、サンフアン市で86歳女性が死亡。また、同日よりルソン島全体およびビサヤ諸島、ミンダナオ島のいくつかの自治体が当局により封鎖され、4月12日までに続く予定である。
3月18日、新たに15人の感染が確認された。
3月19日、新たに15人の感染が確認された。
3月20日、ラウニオン州カバ市長フィリップ・クリシピーノ、同市市議ドナ・クリシピーノを含む13人の感染が確認された。また、19日に上院職員である65歳男性が死亡したことも分かった。
3月21日、新たに77人の感染が確認された。同日、フィリピン大学ディリマン校所属の中国研究専門家1人が死亡。
3月22日、新たに77人の感染が確認された。同日、イギリスから帰国したバタンガス在住の79歳女性、ケソン市在住の34歳男性、サンフアン市在住の81歳男性、フランスとアブダビを訪れたケソン市在住の60歳女性、ケソン市在住の69歳男性、サンフアン市在住の56歳男性が死亡。また、歌手のジョイ・バウティスタが同月19日に死亡したことも分かった。
3月23日、新たに82人の感染と8人の死亡が確認された。

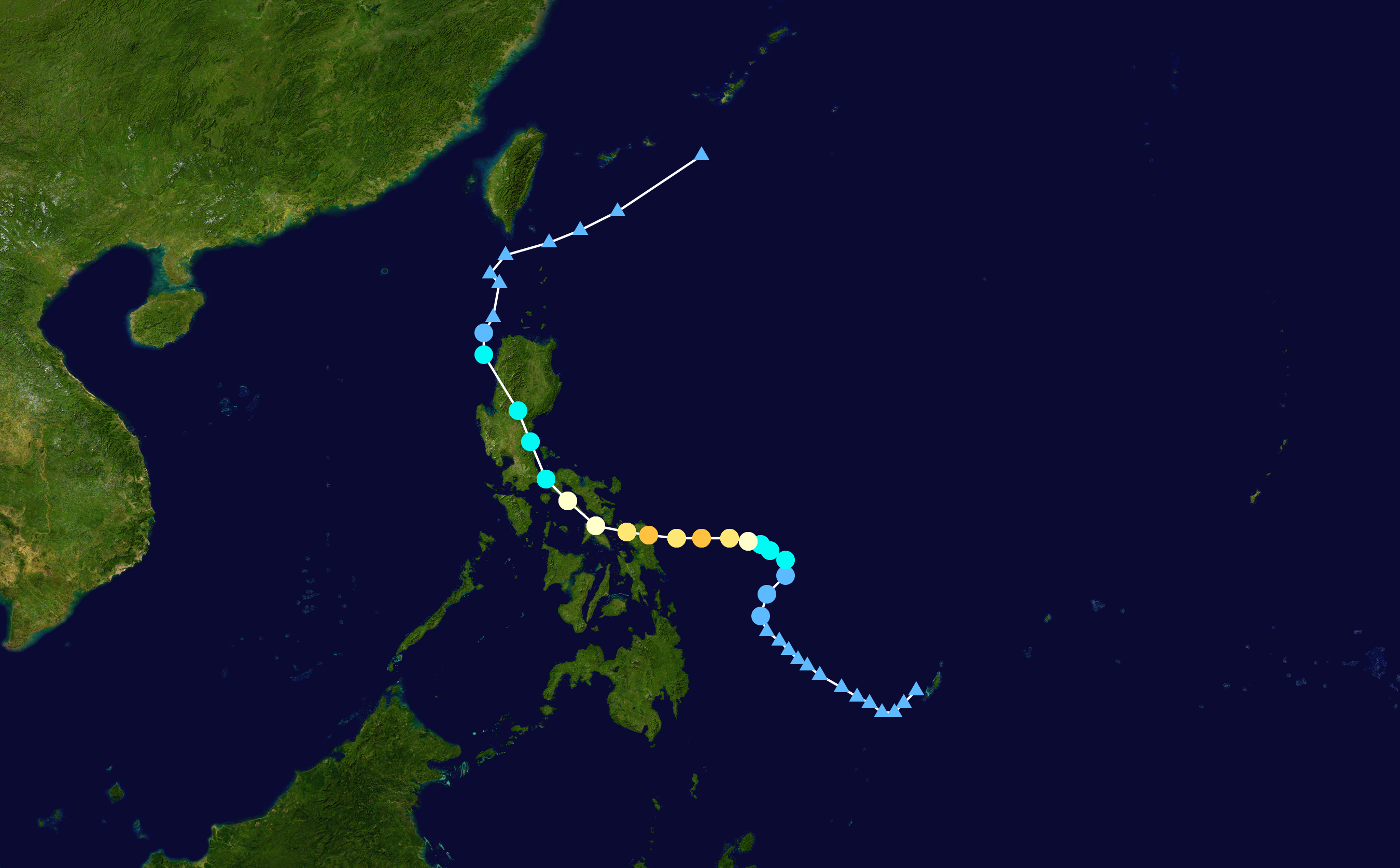
台風1号の進路図

なお、5月14日には、コロナ禍により混乱が続く状況下で、台風1号（現地名 : Ambo）がサマール島に上陸。現地では、ロックダウンにより外出制限下にあった数万人もの人々が、台風とウイルスという二重の脅威に直面し、複雑で危険な避難を余儀なくされた。フィリピン中部の各避難所では、コロナウイルスの感染拡大を防止するため、定員の半分のみの受け入れにとどめ、避難する際はマスクの着用を求めたという。この台風によりフィリピン国内で5人が死亡した。なお、この台風の襲来時までに確認されていた感染者数は11,618人、（感染症による）死者数は772人であった。台風はマニラにも接近したが、マニラでもウイルス流行に伴う厳しい外出制限措置が取られていたため、簡素な家に住む低所得層も含め大半の人々は避難所へ行けず、自宅待機を余儀なくされた。

### マレーシア
2020年1月25日、前日にシンガポールからジョホールバルに入国した66歳の女性と子供2人の感染が確認された。シンガポールで発見した1例目の男性の妻と孫である。3人はのちにセランゴール州スンガイ・ブローの病院で隔離された。また、同日に新たにジョホール州の病院に入院している40歳の中国人観光客の感染も確認された。
1月27日、マレーシア政府は中国湖北省の住人を対象に、マレーシアを訪れる際に必要なビザの発給を同日から停止することを発表した。
1月29日、新たに確認された感染者の親族を含む中国人3人の感染が確認され、うち1人は4歳の女の子である。
1月30日、新たに1人の感染が確認された。
2月4日、新たに2人の感染が確認され、うち1人は2月5日に確認された韓国の感染者2人とシンガポールで同じ国際会議に参加した。
2月5日、チャーター機で帰国した107人のうち、親子2人の感染が確認された。同日、他にも2人の感染が確認され、うち1人はマレーシア国内で家族に感染されたとみられる。
2月6日、武漢から来た59歳女性の感染が新たに確認された。
2月7日、また武漢から来た67歳女性の感染が確認された。
2月9日、春節期間に感染者1人と会食した女性の感染が確認された。
2月10日、2月1日までにマカオで働いたマレーシア人の感染が確認された。
2月13日、39歳の中国人女性観光客の感染が確認された。
2月15日、新たに2人の中国人の感染が確認された。同日、カンボジアで下船したクルーズ船「ウエステルダム号」の乗客であった83歳のアメリカ人女性は飛行機でクアラルンプール国際空港に到着した後、感染が確認された。
2月27日、23日に日本から帰国した53歳マレーシア人女性の感染が確認された。
2月28日、1月に日本、2月にインドネシアをそれぞれ訪れたマレーシア国内在住の41歳日本人女性と、2月15日〜21日にイタリアを訪れたマレーシア国内在住の54歳イタリア人男性の感染が確認された。
3月1日、1月中旬に上海を旅行した52歳男性、20歳女性看護師、2月15日〜21日にイタリアを訪れた45歳のマレーシア人、日本人女性の接触者である35歳のマレーシア人の感染が確認された。
3月3日、52歳男性感染者の接触者7人の感染が確認された。
3月4日、52歳男性感染者の接触者14人の感染が確認された。
3月5日、52歳男性感染者の接触者5人の感染が確認された。
3月6日、新たに28人の感染が確認された。
3月7日、52歳男性感染者の接触者である感染者1人と接触した10人の感染が確認された。
3月8日、52歳男性感染者に関連する6人の感染が確認された。
3月9日、イランから帰国した男性1人を含む18人の感染が確認された。
3月10日、国内接触者12人の感染が確認された。
3月11日、新たに20人の感染が確認された。
3月12日、新たに9人の感染が確認された。
3月13日、新たに39人の感染が確認された。
3月14日、クアラルンプールのモスクでのタブリーグに参加していた37人を含む41人の感染が確認された。
3月15日、新たに190人の感染が確認された。
3月16日、スリ・ペタリン・モスクのタブリーグに参加していた95人を含む125人の感染が確認された。
3月17日、スリ・ペタリン・モスクのタブリーグに参加していた95人を含む120人の感染が確認された。同日、ジョホール州のジョホールバルで34歳男性、サラワク州のクチンで60歳の牧師が死亡。
3月18日、スリ・ペタリン・モスクのタブリーグに参加していた80人を含む117人の感染が確認された。
3月19日、スリ・ペタリン・モスクのタブリーグに参加していた63人を含む110人の感染が確認された。
3月20日、スリ・ペタリン・モスクのタブリーグに参加していた48人を含む130人の感染が確認された。同日、サバ州のタワウで58歳男性が死亡。
3月21日、スリ・ペタリン・モスクのタブリーグに参加していた90人を含む153人の感染が確認された。同日、ムラカ州のムラカで50歳男性、サラワク州のクチンで79歳と40歳の母娘、クアラルンプールで57歳男性、クランタン州のコタバルで69歳男性が死亡。
3月22日、スリ・ペタリン・モスクのタブリーグに参加していた74人を含む123人の感染が確認された。同日、プルリス州のカンガーで48歳の医師、ペナン州のジョージタウンで74歳男性が死亡。
3月23日、スリ・ペタリン・モスクのタブリーグに参加していた123人を含む212人の感染が確認された。同日、クアラルンプールなどで70歳男性2人、49歳男性と51歳女性が死亡。
3月24日、スリ・ペタリン・モスクのタブリーグに参加していた43人を含む106人の感染が確認された。同日、ジョホール州のムアルで71歳男性が死亡。

### カンボジア
2020年1月27日、カンボジアの保健省長官は23日にカンボジアに入国した武漢市出身の60歳男性の感染を発表。
2月5日、カンボジア外務省はフン・セン首相が武漢市を訪問する計画は中国政府が同意しなかったために断念したことを発表した。
2月12日、日本などが感染の可能性を理由に入港を拒否したウエステルダム号のシアヌークビルへの寄港を受け入れた。
3月7日、4日に中部国際空港で帰国する際に感染が確認された日本人会社経営者と国内で接触したシェムリアップ在住の38歳カンボジア人男性の感染が確認された。
3月12日、コンポンチャム州でベトナムから遡ってきたメコン川遊覧船に乗った73歳男性、69歳女性と65歳女性のイギリス人3人の感染が確認された。
3月13日、プノンペンでカナダ人男性1人とベルギー男性1人の感染が確認された。
3月15日、パリからシンガポール経由でプノンペンに来た35歳男性と生後4ヶ月の乳児、フランスから帰国した男性1人、マレーシアから帰国した2人の感染が確認された。
3月16日、プノンペンで2人、バンテイメンチェイ州で2人、コンポンチャム州で2人、バタンバン州で4人、カンポット州で1人、トボンクムン州で1人、合計12人の男性の感染が確認された。うち11人はマレーシアから入国したムスリムで、もう1人はタイからの入国者である。
3月17日、シェムリアップ州で40歳男性と27歳男性、プノンペンで40歳の男性と36歳1人、コンポンチュナン州で高齢者1人、ケップ州で56歳、61歳、66歳の3人、ココン州で57歳男性、トボンクムン州で53歳男性の感染が確認された。いずれもマレーシアからの入国者である。
3月18日、カンポット州でマレーシア人2人、トボンクムン州でマレーシアから帰国した男性2人の感染が確認された。
3月19日、国内で働くマレーシア人6人を含む10人の感染が確認された。
3月20日、マレーシアのモスクを訪れていた2人を含む4人の感染が確認された。
3月21日、シアヌークビルに滞在中の67歳と80歳のフランス人観光客2人の感染が確認された。
3月22日、シアヌークビルに滞在中のフランス人観光客およびカンボジア人ツアーガイドなど、合計31人の感染が確認された。
3月23日、パリからシンガポール経由でプノンペンに到着した28歳フランス人女性と4歳幼児など、3人の感染が確認された。

### インドネシア
2020年2月11日、インドネシアのテラワン・アグス・プトラント保健省長官は、ハーバード大の公衆衛生研究者らによるインドネシア国内に見逃されている感染者らがいる恐れもあるという指摘を批判し、同国には適切な検査機器があると述べた。
3月2日、2月にマレーシアからインドネシアに入国した日本人女性と接触した64歳と31歳の母娘2人の感染が確認された。
3月6日、30代インドネシア人男性2人の感染が確認された。
3月8日、ジャカルタで接触者である55歳男性と、ジャカルタ市内の隔離施設に滞在中のダイヤモンド・プリンセス号の36歳乗員の感染が確認された。
3月9日、インドネシア人11人と外国人2人の感染が確認された。
3月10日、帰国者5人、接触者2人と感染源不明の1人の感染が確認された。
3月11日、新たに7人の感染が確認された。同日、バリ島で53歳イギリス人女性が死亡。
3月13日、新たに35人の感染が確認された。同日、57歳女性、37歳女性と59歳男性が死亡。
3月14日、運輸大臣ブディ・カルヤ・スマディなど27人の感染が確認された。同日、1人が死亡。
3月15日、ジャカルタで19人、中部ジャワ州で2人の感染が確認された。
3月16日、ジャカルタで14人、西ジャワ州で1人、中部ジャワ州で1人、バンテン州で1人の感染が確認された。
3月17日、ジャカルタ、東ジャワ州のスラバヤ、中部ジャワ州、リアウ諸島州などで38人の感染が確認された。
3月18日、ジャカルタで30人、西ジャワ州で12人、バンテン州で4人、中部ジャワ州で2人、ジョグジャカルタ特別州、北スマトラ州、ランプン州、リアウ州、東カリマンタン州で各1人など、合計55人の感染が確認された。また、14人の死亡が確認された。
3月19日、新たに82人の感染と6人の死亡が確認された。
3月20日、ジャカルタで32人、バリ州で3人、バンテン州で2人、中部カリマンタン州で2人など、合計60人の感染が確認された。同日、ジャカルタで1人、西ジャワ州で6人が死亡。感染者の中にトルコから帰国したボゴール市長のビマ・アリャ・スギアルト、俳優のデトリ・ワルマントもいた。
3月21日、新たに81人の感染と6人の死亡が確認された。
3月22日、新たに64人の感染が確認された。同日、耳鼻咽喉科医1人、34歳の神経科医、70歳の外科医を含む10人が死亡。
3月23日、新たに65人の感染と1人の死亡が確認された。
4月1日、新たに218人の感染と209人の死亡が確認され、感染者は累計で2,491人となった。

### ブルネイ
2020年3月9日、同月3日にクアラルンプールから帰国した53歳男性の感染が確認された。
3月10日、最初の感染者と接触した5人の感染が確認された。
3月11日、クアラルンプールから帰国した男性3人と国内接触者2人の感染が確認された。
3月12日、クアラルンプールの宗教集会の関係者10人やクアラルンプールとカンボジアを訪れた64歳男性を含む14人の感染が確認された。
3月13日、子供3人を含む12人の感染が確認された。
3月14日、生後9ヶ月の乳児を含むクアラルンプールの宗教集会の関係者ら3人の感染が確認された。
3月15日、新たに10人の感染が確認された。
3月16日、新たに4人の感染が確認された。
3月17日、新たに2人の感染が確認された。
3月18日、同じ家族の5人を含む12人の感染が確認された。
3月19日、新たに5人の感染が確認された。
3月20日、国内接触者4人とイギリスから入国した54歳イギリス人男性の感染が確認された。
3月21日、新たに5人の感染が確認された。
3月22日、イギリスから帰国した39歳男性を含む5人の感染が確認された。
3月23日、国内接触者2人とスラバヤから帰国した36歳女性の感染が確認された。

### 東ティモール
2020年3月21日、外国から帰国した1人の感染が確認された。

### ミャンマー
2020年3月23日、アメリカから帰国した36歳男性とイギリスから帰国した26歳男性の感染が確認された。

### ラオス
2020年3月24日、ヴィエンチャンでヨーロッパから帰国したツアーガイドである36歳女性と、ホテル従業員である28歳男性の感染が確認された。

## 南アジア

### ネパール
2020年1月24日、ネパールで1人の感染が確認された。患者は武漢市の大学に留学中のネパール人で、冬休みにネパールに帰ったという。患者は報告の前に既に退院した。
3月18日、フランスからカタール経由で帰国した19歳女学生の感染が確認された。
5月14日、6日に出産した29歳の女性がネパール初の死者となった。

### スリランカ
2020年1月27日、19日にスリランカに入国した40代の中国人女性の感染が確認された。
3月11日、イタリア人観光客らと接触した52歳男性ツアーガイドの感染が確認された。
3月13日、ドイツから帰国した41歳男性とイタリアから帰国した男性2人の感染が確認された。
3月14日、イタリアから帰国した44歳女性とプッタラム県ナッタンディヤ在住の43歳男性の感染が確認された。
3月15日、イタリアから帰国した56歳女性と感染者と接触した17歳女性など4人の感染が確認された。
3月16日、イタリアから帰国した男性7人の感染が確認された。
3月17日、新たに25人の感染が確認された。
3月18日、新たに8人の感染が確認された。
3月19日、ラトゥナプラ県在住の乳児1人、64歳1人、23歳1人など、8人の感染が確認された。
3月20日、ガンパハ県を中心に13人の感染が確認された。
3月21日、アヌラーダプラの病院で隔離中の5人の感染が確認された。
3月22日、新たに9人の感染が確認された。
3月23日、新たに11人の感染が確認された。
3月24日、新たに5人の感染が確認された。

### インド

インドの州・連邦直轄領別の確定症例数

2020年1月30日、武漢大学のインド人留学生の感染が確認され、帰省先のケーララ州の病院で隔離された。
2月2日、ケーララ州で2例目が確認された。
2月3日、またケーララ州で武漢から帰国した留学生1人の感染が確認された。
3月2日、デリーでイタリアから帰国した1人、テランガーナ州のハイデラバードでドバイから帰国した技術者1人が確認された。
3月3日、インド政府は、感染の拡大を防ぐため、日本人、韓国人、イタリア人、イラン人、および2月1日以降に中国、日本、韓国、イタリア、イランへの渡航歴がある外国人に発給されたビザを無効にすると発表した
3月11日、インド政府は、全ての国を対象に、ビザの効力を同月13日から4月15日までに一時的に無効にすると発表した。
7月6日時点の累計感染者数は約70万人で、ロシアを抜いてアメリカ合衆国、ブラジルに次ぐ世界で3番目に感染者の多い国となっている。
7月17日、累計感染者数が100万人を超えた。
8月1日から行動の制限を一段と緩和した。7月までは午後10時から午前5時までの外出は原則として禁じられていたが、8月以降はこの制限を撤廃し、夜間の外出を自由とした。
8月23日、累計感染者数が300万人を超えた。300万人を超えたのはアメリカ、ブラジルに次いで3カ国目である。100万人から200万人になるまでは約3週間だったが、200万人から300万になるまでは約2週間と、感染拡大のペースが加速している。直近の感染者数は1日あたり約7万人であり、米国ジョンズ・ホプキンス大学の集計によれば1日あたりの感染者数が世界で最も多い。
その後も感染拡大が続き、9月7日にはブラジルの累計感染者数を超え（この時点では1日9万人以上のペースで増加）、さらに11月20日時点で累計感染者数は900万人（アメリカに次いで世界で2番目に多い、ただしこの時点で新規感染者数は1日4万5千人ペースに鈍化）、累計死者数は13万人（アメリカ、ブラジルに次いで世界で3番目に多い）を突破している。9月頃と比べると新規感染者数は減少傾向にあるものの（12月は1日2〜4万人ペースで推移）、累計感染者数は12月19日時点で1000万人の大台を突破（アメリカに次いで2カ国目）した。
さらに5か月後の2021年4月19日には累計感染者数が1500万人を突破（同じくアメリカに次いで2カ国目）し、4月22日以降は1日の新規感染者数が連日30万人を超えるなど感染が急速に拡大している。4月28日には累計死者数が20万人を突破し、酸素吸入設備の不足も報じられた。5月24日には累計死者数が30万人を突破した。
米国の研究機関である世界開発センターは7月20日、新型コロナによるインドの死者数は政府発表よりはるかに多く、6月までで400万人前後に達しているとの推計を発表した。インド政府は「死者数を隠す理由はない」と否定している。

### アフガニスタン
2020年2月24日、イランに隣接するヘラート州で1人の感染が確認された。
3月7日、ヘラート州で3人の感染が確認された。
3月10日、サマンガーン州でイランから帰国した1人の感染が確認された。
3月11日、サマンガーン州で1人、ヘラート州で1人の感染が確認された。
3月14日、カーピーサー州で1人、バルフ州でファーリヤーブ州ドウラターバード在住の23歳男性、サマンガーン州で1人、ヘラート州で1人の感染が確認された。
3月15日、ヘラート州で4人、ダーイクンディー州で1人の感染が確認された。
3月16日、新たに5人の感染が確認された。
3月17日、新たに1人の感染が確認された。
3月19日、新たに2人の感染が確認された。
3月22日、ヘラート州で6人、カーブル州で外交官2人、ザーブル州で2人、カンダハール州で1人、ガズニー州で1人、バルフ州で1人、ファラー州で2人、ゴール州で1人の感染が確認された。同日、バルフ州で40歳男性が死亡したこともわかった。
3月23日、ローガル州で1人、サマンガーン州で1人の感染が確認された。
3月24日、ヘラート州で32人の感染が確認された。
3月25日、新たに6人の感染が確認された。同日、ヘラート州で45歳女性が死亡。

### パキスタン
2020年2月26日、カラチで1人、イスラマバードで1人の感染が確認され、うち1人はイランを訪れた22歳男性である。これにより、シンド州とバローチスターン州は3月中旬までに学校を休校すると決定した。
2月29日、シンド州で1人、イスラマバードで1人の感染が確認された。
3月3日、ギルギット・バルティスタン州で数日前にイランから帰国した45歳女性の感染が確認された。
3月6日、2月25日にイランからカラチに帰国した69歳1人の感染が確認された。
3月8日、カラチ在住の50歳男性の感染が確認された。
3月9日、カラチでシリアからドーハ経由で帰国した6人とロンドンからドバイ経由で帰国した3人の感染が確認された。
3月10日、シンド州でイランからドバイ経由で帰国したカラチ在住の1人とシリアからドーハ経由で帰国したハイデラバード在住の1人、バローチスターン州でクエッタ在住の1人の感染が確認された。
3月11日、ギルギット・バルティスタン州でスカルドゥ在住の14歳未成年者1人の感染が確認された。
3月12日、アフガニスタンナンガルハール州に隣接するカイバル・パクトゥンクワ州ハイバル管区トールハムの国境検問所でアフガニスタン人1人と在アフガニスタンパキスタン大使館職員1人、ギルギット・バルティスタン州でイランから帰国したシガル在住の31歳1人の感染が確認された 。
3月13日、バローチスターン州でイランとの国境にあるタフタン在住の7人の感染が確認された。
3月14日、シンド州で旅行歴のないカラチ在住の20歳男性とサウジアラビアから帰国した1人、イスラマバードで米国から来た30代女性の感染が確認された。
3月15日、シンド州でカラチ在住の7人とイランから陸路で帰国したサッカル在住の13人、イスラマバードで前日に感染が確認された女性の夫、パンジャーブ州でイギリスからラホールに来た54歳男性の感染が確認された。
3月16日、シンド州でサッカル在住の43人、カイバル・パクトゥンクワ州でイランから陸路で帰国したデーラー・イスマーイール・ハーン県在住の15人の感染が確認された。
3月17日、シンド州で多数、パンジャーブ州で18人、バローチスターン州で6人、カイバル・パクトゥンクワ州でイギリスからアボッターバードに帰国した男性の感染が確認された。
3月18日、新たに126人の感染が確認された。同日、マルダンでウムラから帰国した50歳男性、ペシャーワルでハング在住の36歳患者が死亡。また、ギルギット・バルティスタン州で亡くなった90歳男性については、新型コロナウイルス感染の可能性が否定された。
3月19日、バローチスターン州で60人、パンジャーブ州で33人、シンド州で37人、カイバル・パクトゥンクワ州で4人、ギルギット・バルティスタン州で8人の感染が確認された。
3月20日、カラチで70歳女性が死亡。
3月21日、シンド州で90人、パンジャーブ州で41人の感染が確認された。
3月22日、カイバル・パクトゥンクワ州のデーラー・イスマーイール・ハーン県でイランから帰国した女性、ギルギット・バルティスタン州のギルギットでイランからの帰国者に対するスクリーニングを担当していた若い男性医師、バローチスターン州のクエッタで65歳男性が死亡。
3月23日、シンド州の教育大臣サイード・ガニを含む27人の感染が確認された。
3月24日、パンジャーブ州で約30人、カイバル・パクトゥンクワ州で40人の感染が確認された。同日、ラホールで57歳男性が死亡。

### ブータン
2020年3月6日、同月2日にインドのグワーハーティーから入国した76歳アメリカ人観光客の感染が確認された。
3月20日、最初の感染者のパートナーである59歳女性の感染が確認された。

### モルディブ
2020年3月7日、クレドゥー島のリゾート従業員2人の感染が確認された。宿泊していたイタリア人感染者から移されたと思われる。
3月9日、クレドゥー島で2人、バタラー島で2人の観光客の感染が確認された。うち1人はイタリアから来た観光客である。
3月11日、クラマティ島で外国人2人の感染が確認された。
3月14日、ディグ島とクレドゥー島で外国人2人の感染が確認された。
3月15日、ディグ島で外国人1人、遊覧船「アイランド・サファリ1」に乗っていた外国人2人の感染が確認された。

### バングラデシュ
2020年3月8日、イタリアから帰国した2人を含む20〜40代の男女3人の感染が確認された。
3月15日、新たに2人の感染が確認された。
3月16日、感染者の親族である女性と子供2人の感染が確認された。
3月17日、国内接触者1人を含む2人の感染が確認された。
3月18日、新たに4人の感染が確認された。同日、70歳前後の男性が死亡。
3月19日、22歳女性、65歳男性と32歳男性の一家3人の感染が確認された。同日、当局はシブチャル町を封鎖すると発表。
3月20日、新たに3人の感染が確認された。
3月21日、新たに4人の感染が確認された。同日、70歳の高齢者が死亡。
3月22日、男性2人と女性1人の感染が確認された。
3月23日、インドから帰国した1人、バーレーンから帰国した1人、医療関係者1人を含む6人の感染が確認された。うち1人が死亡。
3月24日、新たに6人の感染が確認された。同日、70歳前後の1人が死亡。

## 中央アジア

### カザフスタン
2020年3月13日、ドイツからアルマトイに帰国した3人とイタリアからヌルスルタンに帰国した1人の感染が確認された。
3月19日、深夜よりアルマトイとヌルスルタンは封鎖された。

### ウズベキスタン
2020年3月15日、フランスから帰国した女性とその子女2人、イスタンブールから帰国した1人の感染が確認された。
3月16日、最初の感染者の親族2人の感染が確認された。

### キルギス
2020年3月18日、サウジアラビアへのウムラから帰国したジャララバード州スザック地区在住の3人の感染が確認された。
3月20日、新たに3人の感染が確認された。
3月21日、バトケン州で1人、ジャララバード州スザック地区で5人、ビシュケクでフランスから帰国したマナス国際空港の職員1人と、市内のホテルに滞在中のメッカから入国した1人の感染が確認された。
3月23日、ヌーカト在住の60歳2人の感染が確認された。
3月24日、ビシュケク、オシ州、ジャララバード州、バトケン州で26人の感染が確認された。

### トルクメニスタン
トルクメニスタンは2020年2月中には国境を閉鎖し、中国などへの航空機の飛行を禁じ、国外からの航空機はすべて検疫ゾーンを作った北東の都市テュルクメナバートの空港に集約するなどといった措置をとった。
しかし、国民に対してはCOVID-19の存在そのものを隠蔽する政策を採用し、2020年4月上旬の段階でも感染者をゼロとしていた。新型コロナウイルスについて口にするだけで逮捕され、国民に対しマスク着用も禁じるといったきわめて厳しい対応をとった。グルバングル・ベルディムハメドフ大統領は新型コロナウイルスについては明言せぬまま、薬草を燃やした際に発生する煙が感染症の予防に効くと述べ、薬草の利用を勧めるのみであった。その結果、町はユザリクと呼ばれる薬草の煙で溢れ、日常生活が続けられた。
このため同国での流行状況については把握が困難であり、あくまで公式発表の感染者はゼロである。

### タジキスタン
2020年4月29日のタジキスタン共和国の保健社会保護省によると、コロナウイルスCOVID-19の15例が確認された。

## 西アジア

### アラブ首長国連邦
2020年1月29日、武漢市からアラブ首長国連邦に入国した一家4人の感染が確認された。
2月25日、アラブ首長国連邦当局はイランとの航空便の運航停止を発表。
2月29日、2020年UAEツアーに参加するイタリア人サイクリスト2人の感染が確認された。
3月3日、2020年UAEツアーに参加した感染者2人と接触したロシア人2人、イタリア人2人、ドイツ人1人、コロンビア人1人の計6人の感染が確認された。
3月10日、2020年UAEツアーに参加していたロシア人サイクリストディミトリー・ストラコフが感染していることが分かった。
3月12日、2020年UAEツアーに参加していたコロンビア人サイクリストフェルナンド・ガビリアは新型コロナウイルスに感染していると自ら公表した。

### イラン

イラン国内における感染者、各州の累計確認件数
10,000人以上
200–9,999人
150–199人
100–149人
10–99人
1–9人

2020年2月19日、十二イマーム派の聖地である中部のゴムで新型コロナウイルスに感染した高齢者2人の死亡が確認されてから、イラン国内で感染が急速に拡大した。

### レバノン
2020年2月21日、レバノン国内でイランから帰ったとみられる女性1人の感染が確認された。
2月26日、最初の感染者の接触者1人の感染が確認された。
2月27日、一週間前にイランから入国した77歳イラン人男性の感染が確認された。
2月28日、ラフィーク・ハリーリー大学病院でシリア人1人の感染が確認された。
2月29日、レバノン国内で感染者と接触した3人の感染が確認された。
3月1日、イランからの飛行機で3人の感染が確認された。
3月2日、感染者と接触した3人の感染が確認された。
3月4日、イラン人1人とエジプトから帰国した1人の感染が確認された。
3月5日、イギリスから帰国したレバノン人女性の感染が確認された。
3月6日、エジプトやイギリスからの帰国者を含む6人の感染が確認された。その中にスーパーモデルのルジャイン・アダダと2人の娘も含まれる。
3月7日、新たに6人の感染が確認された。
3月8日、新たに4人の感染が確認された。
3月9日、新たに9人の感染が確認された。同日、ベイルートでエジプトから帰国したジュベイル郡在住の56歳男性が死亡。
3月10日、新たに11人の感染が確認された。
3月11日、新たに14人の感染が確認された。同日、55歳男性教師が死亡。
3月12日、新たに7人の感染が確認された。同日、高齢者1人が死亡。
3月13日、感染者の親族1人を含む5人の感染が確認された。
3月14日、新たに15人の感染が確認された。
3月15日、新たに6人の感染が確認された。
3月16日、新たに21人の感染が確認された。
3月18日、新たに13人の感染と90代患者1人の死亡が確認された。
3月19日、レバノン軍国内治安部隊の兵士を含む16人の感染が確認された。
3月20日、新たに14人の感染が確認された。
3月21日、新たに67人の感染が確認された。
3月22日、新たに18人の感染が確認された。
3月23日、新たに19人の感染が確認された。
3月24日、新たに37人の感染が確認された。

### イスラエル
2020年2月21日、ダイヤモンド・プリンセス号からチャーター機で帰国した11人のうち、1人の感染が確認された。
2月23日、ダイヤモンド・プリンセス号から帰国した1人の感染が確認された。
2月8日〜15日にイスラエルを訪問した韓国の宗教団体関係者が帰国した後、数人の感染が発覚したため、当局は2月24日より、中国（香港・マカオ含む）、シンガポール、タイの他に、日本と韓国からの入国者も14日間の隔離措置を取ると命令した。
2月27日、23日にイタリアから帰国したイスラエル人の感染が確認された。
2月28日、数日前にイタリアから帰国したイスラエル人3人および、日本で退院した後にターキッシュエアラインズの東京 - イスタンブール便を利用して帰国したダイヤモンド・プリンセス号の乗客だった1人の感染が確認された。
3月1日、2月27日にイタリアから帰国した2人と、国内で感染者と接触したオル・イェフダ在住の高校生1人の感染が確認された。
3月2日、2月末にイタリアから帰国したラマト・ガン在住の1人とアシュドッド在住の1人の感染が確認された。
3月3日、オル・イェフダのおもちゃ店の従業員と15分以上滞在していた顧客、イタリアから帰国した1人、東エルサレム在住のツアーバスの運転手の感染が確認された。
3月6日、チューリッヒから帰国した50代2人、マドリードから帰国した30代1人、オーストリアから帰国したハイファ在住の30代男性ら5人の感染が確認された。
3月7日、バルセロナから帰国した50歳男性、イタリアから帰国したテルアビブ在住の男性の感染が確認された。
3月8日、ギリシャ・イタリアを訪れていた48歳女性、スペインから帰国した中部在住の男性の感染が確認された。同日夜、テネリフェ島やウィーンなどヨーロッパから帰国した7人と、国内接触者ら7人の感染が確認された。
3月9日、チューリッヒから帰国した38歳男性と52歳男性、パリから帰国したハイファ在住の女性1人、テネリフェ島から帰国した3人、国内で感染者と接触したエルサレム在住の60歳女性を含む11人の感染が確認された。
3月10日、マドリードから帰国したテルアビブ在住の9歳の男の子、海外から帰国したイスラエル国防軍の兵士1人、ニューヨークから帰国した男性1人を含む20人の感染が確認された。
3月11日、ヨルダン川西岸地区のエフラトにある男子神学校の校長、ベン・グリオン国際空港の60歳の従業員を含む12人の感染が確認された。
3月12日、スペインから帰国した中央地区在住の10歳の男の子と11歳の女の子、生後6ヶ月の乳児1人を含む27人の感染が確認された。
3月13日、新たに34人の感染が確認された。
3月14日、エルサレム在住の30代男性を含む50人の感染が確認された。
3月15日、保健省感染症研究実験室の職員1人、10歳未満の子供2人、テルアビブとカイザリアを訪れていた中央地区在住の20代男性など、20人の感染が確認された。
3月16日、テルアビブの病院の女性医師など医療関係者19人と軍人5人を含む85人の感染が確認された。
3月17日、テル・ハショメールのシェバ医療センターにある保健省感染症研究実験室の職員である50歳女性、テルアビブの病院の泌尿器科医、北部駐在のイスラエル国防軍の19歳女性兵士のを含む39人の感染が確認された。
3月18日、新たに96人の感染が確認された。
3月19日、新たに244人の感染が確認された。
3月20日、新たに28人の感染が確認された。
3月21日、新たに178人の感染が確認された。同日、エルサレムでホロコースト生存者の88歳男性が死亡。
3月22日、新たに188人の感染が確認された。
3月23日、新たに371人の感染が確認された。
3月24日、新たに214人の感染が確認された。同日、ホロンで67歳女性、エルサレムで87歳男性が死亡。

### イラク
2020年2月22日、南部ジーカール県で1人の感染者が出たと報道されたが、イラク当局は否認。検査の結果、当該症例は陰性である。
2月24日、中南部のナジャフ市でイラン人神学生1人の感染が確認された。同日、クウェート国内での感染者発生により、イラクはクウェートとの国境を閉鎖。
2月25日、北部のキルクークでイランから帰国したばかりの一家4人の感染が確認された。同日、イラク国内の多くの地域では役所、学校、集会場などが閉鎖された。
2月27日、首都バグダードでイランから帰国した若い男性、キルクークでもイランから帰国した51歳男性の感染が確認された。
2月28日、バグダードでイランから帰国した32歳イラク人女性の感染が確認された。
2月29日、バグダードで4人、バービル県で1人の感染が確認された。
3月1日、バグダードで2人、スレイマニヤ県で4人の感染が確認され、いずれもイランからの帰国者である。
3月2日、バグダードで5人、マイサーン県で1人、バービル県で1人の感染が確認された。
3月3日、バグダード県、ワーシト県、ナジャフ県、カルバラー県で計5人の感染が確認された。
3月4日、ディヤーラー県で2人、ナジャフ県で1人の感染が確認された。同日、スレイマニヤのモスクの63歳のイマームが死去し、死後に感染が確認された。バグダードでも女性1人と65歳男性が死亡。
3月5日、キルクーク県で2人、ワーシト県で1人の感染が確認された。
3月6日、バグダード県で5人、スレイマニヤ県で2人、カルバラー県で1人、アルビール県で33歳女性の感染が確認された。同日、カルバラーで50歳女性が死亡。
3月7日、バグダード県で7人、ナジャフ県で1人の感染が確認された。
3月8日、ムサンナー県、アンバール県、ジーカール県、ナジャフ県、バグダード県、マイサーン県、カンバラー県でそれぞれ1人の感染が確認された。同日、マイサーン県で1人、バービル県で1人が死亡。
3月9日、イランから帰国した学生ら2人の感染が確認された。同日、バスラで3日前にイランから帰国した74歳男性が死亡。
3月10日、カルバラーで68歳の患者が死亡。
3月11日、新たに4人の感染が確認された。
3月12日、新たに8人の感染が確認された。
3月13日、新たに36人の感染が確認された。
3月14日、バグダード県で3人、ジーカール県で1人、カルバラー県で1人の感染が確認された。また、1人の死亡が確認された。
3月15日、バグダード県、マイサーン県、ナジャフ県、ディヤーラー県、カーディーシーヤ県のディーワーニーヤで14人の感染が確認された。
3月16日、バグダード県で3人、ナジャフ県で2人、カーディーシーヤ県で1人の感染が確認された。同日、1人の死亡が確認された。
3月17日、バグダード県で17人、カルバラー県で3人、バスラ県で1人の感染が確認された。同日、1人の死亡が確認された。
3月18日、バグダード県で5人、他地域で5人の感染が確認された。同日、1人の死亡が確認された。
3月19日、新たに32の感染と1人の死亡が確認された。
3月20日、バグダード県で6人、ナジャフ県で2人、ムサンナー県で2人、バスラ県で4人、スレイマニヤ県で1人など、合計16人の感染が確認された。同日、バスラ在住の2人を含む4人が死亡。
3月21日、新たに6人の感染が確認された。
3月22日、バグダード県で8人、スレイマニヤ県で6人、ナジャフ県で2人、カルバラー県、ムサンナー県、アルビール県でそれぞれ1人の感染が確認された。同日、バグダードで3人が死亡。
3月23日、バグダード県で7人、スレイマニヤ県で12人、アルビール県で10人、ナジャフ県で2人、バスラ県とニーナワー県でそれぞれ1人の感染が確認された。同日、3人が死亡。
3月24日、新たに50人の感染が確認された。同日、カルバラー県で2人、ニーナワー県とスレイマニヤ県でそれぞれ1人が死亡した。

### クウェート
2020年2月24日、クウェート国内で53歳のクウェート人、61歳のサウジアラビア人や21歳の国籍不明の1人を含む5人の感染が確認された。5人はイランのマシュハドから来たと見られる。
2月25日、イランから帰国した4人の感染が確認された。
2月26日、イランから帰国した17人の感染が確認された。
2月27日、イランから入国した17人の感染が確認された。
2月28日、感染者の接触者2人の感染が確認された。
3月1日、1人の感染が確認された。
3月2日、イランから入国した10人の感染が確認された。
3月5日、イランから入国した2人の感染が確認された。
3月7日、イランから入国した3人の感染が確認された。
3月8日、新たに3人の感染が確認された。
3月9日、新たに1人の感染が確認された。
3月10日、イランから帰国した1人、エジプトから帰国した男性2人と、感染者と共にアゼルバイジャンを訪れていたエジプト人1人の感染が確認された。
3月11日、イランから帰国した1人、アゼルバイジャンからの帰国者と接触したエジプト人1人、スーダン人1人の感染が確認された。
3月12日、アゼルバイジャンからの帰国者と接触したエジプト人5人、イランから帰国した3人の感染が確認された。
3月13日、イランから帰国した15人、イギリスから帰国した1人、米国から帰国した1人、スペインから帰国したスペイン1人、アゼルバイジャンからの帰国者と接触したエジプト人2人の感染が確認された。
3月14日、アゼルバイジャンからの帰国者と接触したインド人1人、 イギリスから帰国した2人、カタールとフランスを訪れていた女性1人の感染が確認された。
3月15日、イギリスから帰国した3人、国内接触者3人、フランスからアラブ首長国連邦経由で入国した1人、イランから入国した1人の感染が確認された。
3月16日、米国から入国した1人、イランから入国した1人、イギリスから入国した4人、イギリスからの帰国者と接触した3人、カタールから入国した1人、エジプトから帰国したエジプト人1人の感染が確認された。
3月17日、イギリスから帰国した7人の感染が確認された。
3月18日、イギリスから入国した8人、スイスから帰国した1人、国内接触者2人など、12人の感染が確認された。
3月19日、イギリスから帰国した4人、イギリスからの帰国者と接触したクウェート人男性とフィリピン人女性の感染が確認された。
3月20日、イギリスから帰国したクウェート人9人とレバノン人1人、スイスから帰国した1人の感染が確認された。
3月21日、新たに17人の感染が確認された。
3月22日、イギリスから帰国した感染者と接触したクウェート人2人とフィリピン人2人、エジプトから帰国した感染者と接触した1人、ブラジルから帰国した1人を含む12人の感染が確認された。
3月24日、アラブ首長国連邦を訪れた女性1人、フィリピン人1人、インド人1人の感染が確認された。

### バーレーン
2020年2月24日、イランからドバイ国際空港を経由してバーレーン国際空港に帰国したバーレーン人2人の感染が確認された。
2月25日、イランからドバイ空港かシャージャラル国際空港を経由してバーレーン国際空港に到着したバーレーン人とサウジアラビア人ら21人の感染が確認された。
2月26日、イランからバーレーン国際空港に到着したバーレーン人女性3人の感染が確認された。
2月27日、イランからの帰国者ら7人の感染が確認された。
2月28日、イランから入国した女性3人を含むバーレーン人4人とサウジアラビア人1人の感染が確認された。
2月29日、イランから帰国した2人と接触者1人の感染が確認された。
3月1日、いずれもイランから入国した女性3人を含むバーレーン人5人とサウジアラビア人1人の感染が確認された。
3月2日、イランから入国したバーレーン人1人とサウジアラビア人1人の感染が確認された。
3月4日、新たに1人の感染が確認された。
3月5日、新たに5人の感染が確認された。
3月6日、新たに1人の感染が確認された。
3月7日、新たに23人の感染が確認された。
3月9日、新たに24人の感染が確認された。
3月10日、新たに9人の感染が確認された。
3月11日、イランから帰国した77人の感染が確認された。
3月13日、新たに4人の感染が確認された。
3月16日、新たに21人の感染が確認された。同日、65歳女性1人が死亡。
3月17日、新たに28人の感染が確認された。
3月18日、新たに14人の感染が確認された。
3月22日、新たに79人の感染が確認された。同日、51歳女性1人が死亡。
3月24日、新たに42人の感染が確認された。同日、イランから帰国した65歳男性が死亡。

### オマーン
2020年2月24日、イランから帰国したオマーン人女性2人の感染が確認された。
2月25日、イランへの渡航歴がある2人の感染が確認された。
2月27日、イランへの渡航歴がある2人の感染が確認された。
3月3日、イランから入国したイラン人4人、バーレーン人2人の感染が確認された。
3月4日、イラン人2人とオマーン人1人の感染が確認された。
3月5日、ミラノから帰国した1人の感染が確認された。
3月9日、イランから帰国した2人の感染が確認された。
3月12日、新たに1人の感染が確認された。
3月13日、新たに1人の感染が確認された。
3月16日、新たに2人の感染が確認された。
3月17日、新たに2人の感染が確認された。
3月18日、オマーン人8人、外国人1人の感染が確認された。
3月19日、帰国者6人の感染が確認された。
3月20日、国内接触者3人、イギリス、米国、インドとエジプトから帰国した6人の感染が確認された。
3月21日、国内接触者2人、イギリスとスペインから帰国した2人の感染が確認された。
3月22日、新たに3人の感染が確認された。
3月23日、海外旅行歴のある9人を含む11人の感染が確認された。
3月24日、国内接触者11人、イギリスとアラブ首長国連邦から帰国した5人を含む18人の感染が確認された。

### ジョージア
2020年2月26日、イランからアゼルバイジャンを経由してジョージアに帰国した50歳ジョージア人男性の感染が確認された。
2月28日、イタリアから帰国したジョージア人1人の感染が確認された。
2月29日、最初の感染者の接触者である同じくイランから帰国した1人の感染が確認された。
3月5日、同月1日にイタリアからトビリシに帰国した男性6人の感染が確認された。
3月7日、新たに3人の感染が確認された。うち1人はジョージア疾病管理センターのトップ、アミラン・ガムフレリゼの息子である。
3月8日、新たに1人の感染が確認された。
3月9日、スペインから帰国した1人と、イタリアから帰国した人と接触した1人の感染が確認された。
3月10日、感染者と接触した8人の感染が確認された。
3月11日、19歳男性1人の感染が確認された。
3月12日、新たに1人の感染が確認された。
3月14日、アジャリア自治共和国バトゥミ在住の1人を含む5人の感染が確認された。
3月15日、外国人と接触した3人の感染が確認された。
3月17日、感染者と接触した1人の感染が確認された。
3月18日、感染者と接触した4人の感染が確認された。
3月19日、新たに2人の感染が確認された。
3月20日、米国から来た一家3人と海外から帰国したアジャリア自治共和国在住の1人の感染が確認された。
3月21日、新たに5人の感染が確認された。
3月22日、新たに5人の感染が確認された。
3月23日、アメリカから入国した4人とアジャリア自治共和国在住の3人の感染が確認された。
3月24日、新たに9人の感染が確認された。
3月25日、マルネウリを中心に5人の感染が確認された。
3月26日、新たに4人の感染が確認された。
3月27日、新たに2人の感染が確認された。

### サウジアラビア
2020年2月27日、イランをはじめとする中東での感染拡大により、サウジアラビア政府は国外からのメッカ、マディーナ訪問（ハッジ）を一時停止させた。
3月2日、イランからバーレーン経由で帰国した1人の感染が確認された。
3月4日、新たに、イランからバーレーン経由で帰国した1人の感染が確認された。
3月5日、イランからクウェート経由で帰国した男性とその妻および、後にバーレーンにも行ったこの2人と共に車で帰国した1人の感染が確認された。
3月7日、イランからバーレーン経由で入国した女性とイラクのナジャフから入国した1人の感染が確認された。
3月8日、イランからアラブ首長国連邦経由で入国した1人と国内接触者3人の感染が確認された。これを受け、サウジアラビア当局はペルシア湾岸の都市、カティーフを一時封鎖すると表明した。
3月9日、女性3人と男性1人の感染が確認された。
3月10日、東部州でイランとイラクから帰国した3人を含む4人、メッカでエジプトから入国したエジプト人男性1人の感染が確認された。同日夜、ジッダのキング・アブドゥルアズィーズ国際空港でニューヨークから到着したエジプト人男性の感染が確認された。当該男性はこの後、カイロ便に乗り継ぐ予定であった。
3月11日、イラクから帰国した男女2人、感染者の祖父と接触した12歳の少女、国内で感染者と接触したエジプト人21人の感染が確認された。
3月12日、サウジアラビア人6人とメッカに滞在中のエジプト人11人の感染が確認された。
3月13日、リヤドでフランスから帰国した女性1人、カティーフでイタリアから帰国した1人、東部州で7人、メッカでバングラデシュ人1人など、合計24人の感染が確認された。うち14人はエジプト人である。
3月14日、東部州のアハサーでイランから帰国した男性、カティーフで国内接触者1人、イランから帰国した1人、イタリアから帰国した1人、ジッダでイランから帰国した1人、リヤドで感染者と接触したサウジアラビア人3人、米国人1人、イギリスから帰国した3人、フランスから帰国した4人とフランス人1人の感染が確認された。
3月15日、リヤドでフィリピン人1人とインドネシア人1人、カティーフで国内接触者5人、イランから帰国した男性1人、イラクから帰国した女性1人、ダンマームでエジプトから帰国した1人、ジッダでイギリスとスイスから帰国した数人、合計15人の感染が確認された。
3月16日、東部州のカティーフとダーランでサウジアラビア人とスペイン人女性2人、リヤドでモロッコ人男性2人、ジッダでイギリス人、フランス人、スイス人、ヨルダン人、アフガニスタン人各1人、メッカでトルコ人1人とエジプト人1人など、合計15人の感染が確認された。
3月17日、ジッダでドイツから帰国した1人、イギリスから入国したヨルダン人1人と国内接触者1人、メッカでエジプト人男女2人とトルコ人女性1人、カティーフでイラクから帰国した6人、イタリアから帰国した1人、国内接触者1人を含む10人、ダーランでスペインから帰国した1人と国内接触者2人、リヤドでヨルダン、オマーン、インド、イギリス、トルコ、スイス、オーストリアから帰国した13人、スペインから来たヨルダン人1人、国内接触者3人とフィリピンから来た外国人2人の感染が確認された。
3月18日、リヤドで19人、東部州で23人、ジッダで13人、メッカで11人、アスィール州で1人の感染が確認された。うち45人はイギリス、トルコ、スペイン、スイス、フランス、インドネシアから入国した人である。
3月19日、モロッコ、イギリス、スペイン、イラン、パキスタン、クウェート、イラク、インド、米国、エジプトから入国した17人と感染者と接触した19人の感染が確認された。
3月20日、モロッコ、インド、ヨルダン、フィリピン、イギリス、アラブ首長国連邦、スイスから入国した11人、リヤド在住の女性医療関係者1人、感染者と一緒に結婚式、葬式などの家族行事に参加した58人の感染が確認された。
3月21日、新たに48人の感染が確認された。
3月22日、メッカで69人、リヤドで34人、ダンマームで4人、カティーフで4人、アハサーで3人、コバールで3人、ダーランで1人、カスィーム州で1人の感染が確認された。
3月23日、リヤドで18人、メッカで12人、 ターイフ で3人、ビーシャで5人、ダンマームで3人、カティーフで3人、ジーザーンで2人、ナジュラーンで1人、クンフッダで1人など、合計51人の感染が確認された。
3月24日、新たに205人の感染と外国人1人の死亡が確認された。

### アゼルバイジャン
2020年2月28日、イランからアゼルバイジャンに到着したロシア人1人の感染が確認された。
2月29日、テヘランとタブリーズに滞在していた40代アゼルバイジャン人1人とゴムに滞在していた20代アゼルバイジャン人1人の感染が確認された。
3月5日、イランから入国した30代ドイツ人1人とゴムに留学中の20代アゼルバイジャン人学生2人の感染が確認された。
3月7日、イランから帰国した3人の感染が確認された。
3月9日、イランから帰国した2人の感染が確認された。
3月10日、イランから帰国した2人の感染が確認された。
3月11日、イランから帰国した51歳女性とイタリアから帰国した23歳学生の感染が確認された。
3月12日、51歳女性が死亡。
3月13日、イランとイタリアから帰国した4人の感染が確認された。
3月15日、新たに6人の感染が確認された。
3月17日、新たに6人の感染が確認された。
3月19日、新たに10人の感染が確認された。
3月21日、新たに9人の感染が確認された。
3月22日、新たに12人の感染が確認された。
3月23日、新たに7人の感染が確認された。
3月24日、新たに15人の感染が確認された。
3月25日、新たに6人の感染が確認された。うち1人は同日に死亡。
3月26日、新たに29人の感染が確認された。同日、トルコから帰国した59歳1人が死亡。
3月27日、新たに43人の感染が確認された。

### カタール
2020年2月29日、イランから帰国した36歳カタール人の感染が確認された。
3月1日、27日にイランから帰国したカタール人2人の感染が確認された。
3月2日、27日に政府により避難措置でイランから帰国したカタール人2人と外国人2人の感染が確認された。
3月3日、27日にイランから帰国した1人の感染が確認された。
3月6日、イランから入国したカタール人2人と外国人1人の感染が確認された。
3月7日、イランから帰国したカタール人1人の感染が確認された。
3月8日、新たに3人の感染が確認された。
3月9日、新たに3人の感染が確認された。
3月10日、新たに6人の感染が確認された。
3月11日、新たに238人の感染が確認された。
3月13日、新たに58人の感染が確認された。
3月14日、感染者と接触した国内在住者17人の感染が確認された。
3月15日、新たに64人の感染が確認された。
3月16日、イギリス、スペイン、スイスから帰国した3人を含む38人の感染が確認された。
3月17日、イギリス、スペイン、スイスから帰国した3人の感染が確認された。
3月18日、スイスから帰国した1人を含む10人の感染が確認された。
3月19日、新たに8人の感染が確認された。
3月20日、イギリスとスイスから帰国した10人の感染が確認された。
3月21日、カタール人2人と外国人9人の感染が確認された。
3月22日、新たに13人の感染が確認された。
3月23日、入国した旅行者3人、外国人労働者2人、カタール人2人の感染が確認された。

### アルメニア
2020年3月1日、イランからアルメニアに帰国した29歳男性の感染が確認された。
3月11日、イタリアから帰国した3人の感染が確認された。うち1人はエチミアジン在住の45歳女性で、帰国後に結婚式に参加したことがある。もう1人は国内在住のイタリア人である。
3月12日、エチミアジン在住の感染者と接触した2人の感染が確認された。
3月13日、エチミアジン在住の感染者と接触した3人、エレバンのホテルに滞在中の2人、フランスから帰国した1人を含む7人の感染が確認された。
3月14日、エチミアジン在住の感染者と接触した6人を含む7人の感染が確認された。
3月15日、エチミアジン在住の感染者と接触した3人とイタリアから帰国したメグリ在住の1人を含む8人の感染が確認された。
3月16日、エチミアジン在住の1人、メグリ在住の感染者と接触した1人を含む17人の感染が確認された。
3月17日、エレバンシェンガヴィット区の工場の20人、エチミアジン在住の7人を含む34人の感染が確認された。
3月18日、エチミアジン市民とエレバンの縫製工場の従業員を中心に32人の感染が確認された。
3月19日、新たに26人の感染が確認された。
3月20日、新たに24人の感染が確認された。
3月21日、新たに30人の感染が確認された。
3月22日、新たに4人の感染が確認された。
3月23日、新たに41人の感染が確認された。
3月24日、新たに14人の感染が確認された。
3月25日、新たに16人の感染が確認された。
3月26日、新たに25人の感染が確認された。同日、エレバンのノルク区で72歳女性が死亡。
3月27日、新たに39人の感染が確認された。

### ヨルダン
2020年3月2日、イタリアから帰国したヨルダン人1人の感染が確認された。
3月15日、ロンドンから帰国した女性1人、アメリカ人観光客と接触したツアーガイドら2人、フランス人観光客6人、イラクから入国した1人など、11人の感染が確認された。
3月16日、スペインからイルビドに帰国した父娘2人、国内で感染者と接触した2人など、合計17人の感染が確認された。
3月17日、アンマンでパレスチナから帰国した女性看護師、ザルカで1人、ムカバレンで2人、イルビドの結婚式に参加していた7人など、合計19人の感染が確認された。
3月18日、新たに8人の感染が確認された。
3月19日、イルビドの結婚式に参加した1人を含む13人の感染が確認された。
3月20日、ノルウェーから来た女性と接触した3人、アンマンの病院で隔離中の入国者2人、イルビドの結婚式に参加した感染者と接触した3人、感染者の家族3人、エジプト、イギリス、オランダから入国した3人、感染源不明の1人の感染が確認された。
3月21日、イルビドの結婚式に参加した感染者と接触した5人、感染者である父親と接触したイラク人2人、アンマンのホテルに滞在している1人、感染者の女性と接触した3人、感染者の兄弟1人、ヨルダン大学関係者1人、医療関係者1人、感染源不明の1人の感染が確認された。
3月22日、イギリスから帰国した19歳1人、イルビドの結婚式に参加した感染者と接触した4人、感染者の娘1人、感染した看護師と接触した6人、感染源不明の1人の感染が確認された。
3月23日、アンマンの病院の職員4人、子供2人を含む15人の感染が確認された。
3月24日、イルビドの結婚式に参加した感染者と接触した12人、イギリスから入国した3人、ルーマニアから入国したスペイン人女性1人、米国から入国した1人、感染した看護師と接触した女性の接触者5人、他の感染者と接触した4人が確認された。

### パレスチナ
2020年3月5日、ベツレヘムでホテル従業員7人の感染が確認された。帰国後に感染が確認されたギリシャからの宿泊客から感染したとみられる。これにより、アラバマ州から来た13人など、アメリカ人14人を含む40人以上がこのホテルで隔離されていた。
3月6日、ベツレヘムで9人の感染が確認された。
3月7日、新たに3人の感染が確認された。
3月9日、ベツレヘムで5人、トゥルカルムで1人の感染が確認された。
3月10日、ベツレヘム在住の30代男性、2歳女児、20代妊婦、16歳少年など5人の感染が確認された。
3月12日、ベツレヘムでベイト・ジャラ在住の29歳女性を含む5人の感染が確認された。
3月14日、ベツレヘムの感染者と接触した3人の感染が確認された。
3月16日、ポーランドから帰国したトゥルカルム在住の学生1人の感染が確認された。
3月18日、ドイツから帰国したナーブルス在住の1人、ラマッラー在住の学生1人、ベイト・サフール在住の女性2人と男性1人の感染が確認された。
3月19日、フランスから帰国したラマッラー在住の女子学生2人とナーブルス在住の1人の感染が確認された。
3月20日、パキスタンから帰国したカラワット・バニ・ハッサン在住の男性1人の感染が確認された。
3月21日、イギリスから帰国したラマッラー在住の男女学生3人、トルコから帰国した女子学生1人と西エルサレムの病院で働くヘブロン在住の医師1人の感染が確認された。
3月22日、ガザ地区でパキスタンからエジプト経由で帰国した男性2人、ヨルダン川西岸地区のラマッラーとカランディアで前日に感染が確認されたシュクバ在住の女性と接触した2人を含む4人の感染が確認された。
3月24日、米国から帰国したラマッラー在住の40代女性の感染が確認された。

### キプロス
2020年3月9日、ミラノから帰国したリマソール在住の25歳男性とイギリスから帰国したニコシア在住の64歳男性の感染が確認された。
3月12日、イギリスからラルナカ国際空港に到着した2人、パフォス在住のタクシー運転手1人など、4人の感染が確認された。
3月13日、国内接触者7人、リマソールの病院に入院中の1人、アテネから帰国した2人、イギリスから来た1人の感染が確認された。
3月14日、イタリアから帰国した2人、国内接触者2人、イギリスから来た家族と会った1人の感染が確認された。
3月15日、イギリスから帰国した5人と国内接触者2人の感染が確認された。
3月16日、パフォスの病院の患者1人と医療関係者10人、イギリスから帰国した1人、ギリシャから帰国した1人の感染が確認された。
3月17日、国内接触者2人とベルギーから帰国した1人の感染が確認された。
3月18日、国内接触者4人、ギリシャから帰国した3人、アクロティリおよびデケリア域内で1人、感染源不明の1人の感染が確認された。
3月19日、国内接触者6人とブルガリア、イタリア、イギリスから帰国した3人の感染が確認された。
3月20日、新たに8人の感染が確認された。
3月21日、パフォスの病院の看護師1人、国内接触者3人、イギリス・ポーランド・スペインから帰国した4人、航空会社の社員1人の感染が確認された。同日、パラリムニでパフォスの病院に入院していた70歳イギリス人男性が死亡。
3月22日、国内接触者2人、パフォスの病院の4人、イギリスとメキシコから帰国した4人、感染源不明の1人の感染が確認された。
3月23日、国内接触者12人、パフォスの病院の3人、ヨーロッパから帰国した6人の感染が確認された。
3月24日、国内接触者3人、ヨーロッパから帰国した2人、感染源不明の3人の感染が確認された。同日、リマソールで64歳イギリス人男性、ニコシアで58歳キプロス人男性が死亡。
3月25日、ヨーロッパから帰国した4人、国内接触者2人、感染源不明の2人の感染が確認された。
3月26日、国内接触者8人、ヨーロッパから帰国した4人、パフォスの病院の1人、感染源不明の1人の感染が確認された。
3月27日、ヨーロッパから帰国した1人、国内接触者9人、アクロティリおよびデケリア域内で1人、船の乗組員2人、感染源不明の3人の感染が確認された。同日、リマソールで76歳キプロス人女性と47歳ギリシャ人男性が死亡。

### トルコ
2020年3月10日、ヨーロッパから帰国した男性1人の感染が確認された。
3月13日、最初の感染者の家族4人の感染が確認された。
3月14日、ウムラから帰国した1人の感染が確認された。
3月15日、最初の感染者と接触した2人、ヨーロッパから帰国した7人、米国から帰国した3人の感染が確認された。
3月16日、新たに29人の感染が確認された。
3月17日、新たに51人の感染が確認された。同日、89歳男性が死亡。
3月18日、新たに93人の感染が確認された。同日、61歳男性が死亡。
3月19日、イズミル県チェシュメ港の従業員1人を含む168人の感染が確認された。同日、85歳女性が死亡。また、トルコ陸軍の元司令、80歳のアイタチ・ヤルマン将軍が同月15日に亡くなったことが判明した。
3月20日、新たに311人の感染と5人の死亡が確認された。
3月21日、新たに277人の感染と高齢者12人の死亡が確認された。
3月22日、新たに289人の感染と9人の死亡が確認された。
3月23日、ガラタサライSKの副会長アブドゥラヒーム・アルバイラク夫妻、同クラブサッカー部門のテクニカルディレクターのファティ・テリムなど、合計293人の感染が確認された。同日、7人の死亡が確認された。
3月24日、新たに343人の感染と7人の死亡が確認された。
3月25日、フェネルバフチェSK所属のサッカー選手1人とスタッフ数人、イスタンブール・バシャクシェヒルFKの会長ゲクセル・ギュミュシュダ、80歳のジャーナリストアリ・シルメンなど、合計561人の感染が確認された。同日、15人の死亡が確認された。
3月26日、新たに1196人の感染と16人の死亡が確認された。
3月27日、新たに2069人の感染が確認された。また、33歳の医療スタッフを含む17人の死亡も確認された。

### 北キプロス
2020年3月10日、レフコシアで65歳のドイツ人女性観光客の感染が確認された。
3月12日、最初の感染者の夫の感染が確認された。
3月13日、ドイツ人観光客2人とイギリスから帰国した1人の感染が確認された。
3月15日、イギリスから帰国した1人の感染が確認された。
3月18日、レフコシアで1人、ファマグスタのホテルで最初の感染者と接触したドイツ人観光客13人の感染が確認された。
3月19日、ドイツ人観光客12人と既に感染が確認された男性の妻の感染が確認された。
3月21日、ドイツ人観光客1人と感染者と接触した男性1人の感染が確認された。
3月22日、新たに3人の感染が確認された。
3月23日、新たに2人の感染が確認された。
3月24日、感染者と接触した2人の感染が確認された。
3月25日、イェニ・ボアズィチのホテルのスタッフと警察官3人を含む5人の感染が確認された。
3月26日、新たに10人の感染が確認された。
3月27日、カルパズ半島にあるイスケレ地区のイェニ・エレンケイやディプカルパズ在住の4人の感染が確認された。

### シリア
2020年3月23日、外国から帰国した20歳女性の感染が確認された。
3月25日、海外からダマスカス国際空港に到着した1人を含む4人の感染が確認された。

### イエメン
2020年4月10日、1人の感染が確認された。

### アブハジア
2020年3月30日、モスクワから帰国した女性の感染がジョージアのズグディディにある病院で確認された。
2020年4月7日、1人の感染確認をアブハジア政府が発表した。

### ナゴルノ・カラバフ
2020年4月7日、２人の感染が確認された。
4月14日、5人の感染が確認された。